# JTB社員手配ミス隠蔽工作事件
JTB社員手配ミス隠蔽工作事件（JTBしゃいんてはいミスいんぺいこうさくじけん）は、2014年に旅行会社のJTB子会社のJTB中部多治見支店の社員が遠足バスの手配ミスを隠蔽しようとした事件。

## 概要

### 事件発覚前
岐阜県可児郡御嵩町にある岐阜県立東濃高等学校では2014年4月25日に中山道の宿場町・馬籠宿、東山動植物園、三重県桑名市の遊園地「ナガシマスパーランド」に行く遠足を予定し、入札で落札した旅行会社のJTB子会社「JTB中部」に大型バス11台の手配を依頼していた。遠足前日の24日午後4時頃同校玄関のポストのそばにに「遠足に行くのが死ぬほどつらい。中止してほしい」などと自殺を示唆した匿名の手紙をJTB中部社員が拾い学校へ届けた。学校側はすぐに、全校生徒約320人に参加の安否を確認の実施、岐阜県警察可児警察署にも相談した。安否確認の実施の結果、該当する生徒がいなかったため遠足の実施を決めた。4月25日の朝、出発時間になっても大型バス11台が生徒の待つ集合場所に来ず遠足の延期を決定した。その後、JTB中部で調査したところ、手紙を届けた社員がバスの手配をしていなかったことが発覚した。その社員は「バスを手配していると思い込んでいた」とミスを認め、「ばれないように遠足を中止させようと考え、生徒を装って手紙を書いて届けた」と話したという。

### 事件発覚後
JTBは28日、おわびと説明の文書を保護者に配布。「事実関係の十分な調査をした上で、このような行為を犯した社員を厳重に処分するとともに、再発防止に向けた管理体制を徹底する」と謝罪した。2014年5月1日には、JTB中部に観光庁と中部運輸局が旅行業法に基づき立ち入り検査を実施した。5月5日に岐阜県警察は自殺を示唆して遠足の中止を求める手紙を届けて学校の業務を妨害したとして、偽計業務妨害容疑で、JTB中部多治見支店の社員を逮捕した。また同日にJTB中部も同社員を懲戒解雇した。5月26日、御嵩区検察庁は元社員を偽計業務妨害罪で略式起訴した。御嵩簡易裁判所は同日、元社員に罰金50万円の略式命令を出した。JTB中部は2014年6月6日、観光庁から旅行業務の適正な運営の確保に万全を期すよう、厳重注意書の交付による通達を受けた。この一連の事件に対し岐阜県知事の古田肇は「言語道断」と非難した。